# جون ر. كومنز
جون روجرز كومنز (بالإنجليزية: John Rogers Commons)‏ (13 أكتوبر 1862 - 11 مايو 1945)، كان اقتصاديًا مؤسساتيًا أمريكيًا وجورجيًا وتقدميًا ومؤرخًا عماليًا بجامعة ويسكونسن، ماديسون.

## سنواته المبكرة
ولد جون ر. كومنز في هولانسبورغ، أوهايو في 13 أكتوبر 1862. دفعته نشأته الدينية ليكون مدافعًا عن العدالة الاجتماعية في وقت مبكر من حياته. اعتبر كومنز طالبًا فقيرًا وعانى من مرض عقلي أثناء الدراسة. سمح له بالتخرج دون إنهاء كامل دراسته بسبب الإمكانات التي رآها المسؤولون في إصراره الشديد وفي فضوله. في ذلك الوقت، أصبح كومنز من أتباع اقتصاديات «الضريبة الوحيدة» الخاصة بهنري جورج. حمل هذا النهج «الجورجي» أو «الريكاردي» للاقتصاد، مع تركيزه على الأراضي وإيجارات الاحتكار لبقية حياته، بما في ذلك اقتراحه لفرض ضرائب على الدخل مع فرض معدلات أعلى على إيجارات الأراضي.
بعد تخرجه من كلية أوبرلين، أتمّ كومنز عامين من الدراسات العليا في جامعة جونز هوبكنز، حيث درس تحت إشراف ريتشارد تي إيلي، لكنه ترك دون الحصو على شهادة. بعد تعيينه في جامعة أوبرلين وإنديانا، بدأ كومنز بالتدريس في جامعة سيراكيوز في عام 1895.

## مسيرته المهنية
يشتهر كومنز بتطوير تحليلٍ للعمل الجماعي الذي تقوم به الدولة ومؤسسات أخرى، والذي اعتبره ضروريًا لفهم الاقتصاد. يعتقد كومنز أن التشريع المصاغ بعناية يمكن أن يخلق تغييرًا اجتماعيًا. قاده هذا الرأي ليُعرف باسم الراديكالي التقدمي والاشتراكي. على عكس ما أظهرته بعض الأعمال المنشورة، اعتبر كومنز أن الأمريكيين من أصل إفريقي قادرون على التصويت. عندما دعا إلى اعتماد التمثيل النسبي، اقترح «حزبًا للزنوج»، حتى أنه اقترح تطبيق التعديل الثالث عشر على الدستور لإجبار الولايات الجنوبية على السماح للأمريكيين من أصل إفريقي بالتصويت. تابع كومنز التقليد الأمريكي القوي في الاقتصاد المؤسساتي الذي اعتمدته شخصيات مثل الاقتصادي والمنظر الاجتماعي ثورستين فيبلين. يُعتبر مفهومه للمعاملة أحد أهم الإسهامات في الاقتصاد المؤسساتي. ارتبطت النظرية المؤسساتية ارتباطًا وثيقًا بنجاحاته الرائعة في تقصي الحقائق وصياغة التشريعات حول مجموعة واسعة من القضايا الاجتماعية لولاية ويسكونسن. صاغ تشريعًا يؤسس برنامج تعويضات العاملين في ويسكونسن، كان الأول من نوعه في الولايات المتحدة.
في عام 1934، نشر كومنز «الاقتصاد المؤسساتي»، الذي أوضح رأيه أن المؤسسات مكونة من إجراءات جماعية، التي، إلى جانب تضارب المصالح، تحدد الاقتصاد. كان جون يعتقد أن الاقتصاد المؤسساتي أضاف سيطرة جماعية على المعاملات الفردية للنظرية الاقتصادية القائمة. اعتبر كومنز الاقتصادي الإسكتلندي هنري دونينج ماكلويد «منشئ» الاقتصاد المؤسساتي.
كان كومنز مساهمًا في مسح بيتسبرغ، وهو تحقيق اجتماعي أجري عام 1907 لمدينة أمريكية واحدة. كتب أحد طلابه في الدراسات العليا، جون أز فيتش، «عمال الصلب»، وهو تصوير كلاسيكي لصناعة رئيسية في أمريكا في أوائل القرن العشرين، وكان أحد النصوص الستة الرئيسية التي خرجت من الاستطلاع. هذا وكان إدوين إي ويتي، الذي عُرف لاحقًا باسم «أب الضمان الاجتماعي»، حصل أيضًا على درجة الدكتوراه في جامعة ويسكونسن ماديسون تحت إشراف كومنز.
كان مدافعًا قياديًا عن التمثيل النسبي في الولايات المتحدة، وكتب كتابًا عن هذا الموضوع في عام 1907، كما عمل نائبًا لرئيس رابطة التمثيل النسبي.
أجرى كومنز دراستين رئيسيتين عن تاريخ النقابات العمالية في الولايات المتحدة الأمريكية. ابتداء من العام 1910، حرّر تاريخًا وثائقيًا للجمعية الصناعية الأمريكية، وهو عمل كبير حافظ على العديد من وثائق المصدر الأصلي للحركة العمالية الأمريكية. بمجرد الانتهاء من عمله هذا، بدأ كومنز بتحرير تاريخ العمل في الولايات المتحدة، وهو عمل سردي بُني على التاريخ الموثّق والمؤلف من عشرة مجلدات.

## وصلات خارجية
- جون ر. كومنز على موقع الموسوعة البريطانية (الإنجليزية)

- مؤلفات جون ر. كومنز في مشروع غوتنبرغ
- أعمال أو نبذة عن جون ر. كومنز على أرشيف الإنترنت
- جون ر. كومنز على موقع فايند أغريف